# Chambers-Gletscher
Der Chambers-Gletscher ist ein Gletscher in der Forrestal Range der Pensacola Mountains im westantarktischen Queen Elizabeth Land. Er fließt in östlicher Richtung vom Mount Lechner und dem Kent Gap am Verbindungspunkt von Saratoga Table und Lexington Table zum Support-Force-Gletscher.
Entdeckt und fotografiert wurde er während des durch die United States Navy durchgeführten Transkontinentalfluges am 13. Januar 1956 im Rahmen der ersten Operation Deep Freeze vom McMurdo-Sund zum Weddell-Meer und zurück. Das Advisory Committee on Antarctic Names benannte ihn 1957 nach Washington Irving Chambers (1856–1931), einem Pionier bei der Entwicklung des Katapultstarts auf Flugzeugträgern.